# Pomysk Wielki
Pomysk Wielki (deutsch Groß Pomeiske; kaschubisch Wiôldżi Pòmësk) ist ein Dorf im Powiat Bytowski (Bütower Kreis) in der polnischen Woiwodschaft Pommern.

## Geographische Lage
Das Kirchdorf liegt im östlichen Hinterpommern, in einem Tal einer hügeligen Landschaft, etwa sechs Kilometer nordöstlich der Stadt Bütow, an der Grenze zu Pommerellen. Durch das Dorf fließt der Mühlbach.

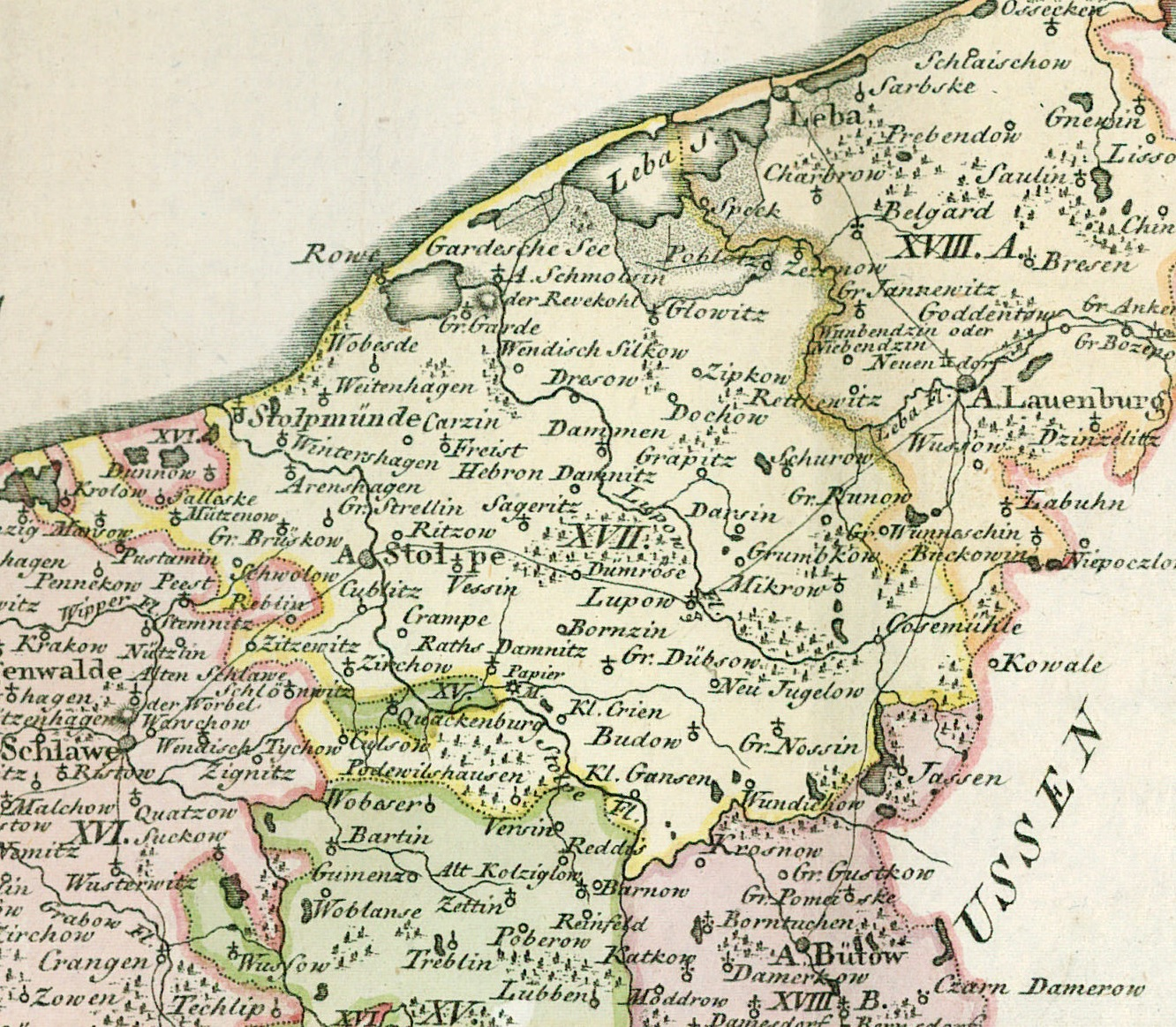
Groß Pomeiske (Gr. Pomeiske), südöstlich der Stadt Stolp (früher Stolpe geschrieben), nordöstlich der Stadt Bütow und südsüdwestlich der Stadt Lauenburg i. Pom., auf einer Landkarte von 1794

Groß Pomeiske (Gr. Pomeiske), östlich von Köslin und nordöstlich von Bütow, auf einer Landkarte von 1910

## Geschichte
Im Jahr 1310 schenkte Markgraf Waldemar von Brandenburg dem Kloster Oliva die Ortschaft villa Pomisko (Dorf Pomisk) und den See Lupansko (Lupowske). Am 23. Februar 1330 beurkundete der Ritter Jesko von Schlawe aus dem Geschlecht der Swenzonen, dass sein Lehensmann Srescha auf sein Erbgut Pomysko zu Gunsten des Klosters Oliva verzichtet habe. Am 18. April 1360 wurden durch Winrich von Kniprode, Hochmeister des Deutschen Ritterordens, dem Olbrecht von der Wattelaw 30 Hufen innerhalb des Gutsbezirks Pomeiske verliehen. 1381 kaufte Winrich von Kniprode dem Kloster Oliva das Dorf Pomeiske ab, das das Kloster 1310 von Markgraf Waldemar geschenkt bekommen hatte.
Groß Pomeiske gehört zu den Ortschaften der Lande Lauenburg und Bütow, in denen in älterer Zeit die kaschubische Sprache stark vertreten war.
Im 14. Jahrhundert gab es zwei benachbarte Ortschaften mit dem Namen Pomeiske: zum einen das Rittergut, das im Jahr 1360 vom Deutschen Orden zu deutschem und kulmischem Recht verliehen wurde, später Groß Pomeiske genannt, und zum anderen das dem Kloster Oliva 1381 abgekaufte Bauerndorf, das der Deutsche Orden danach zu deutschem Recht verpachtet, später Klein Pomeiske genannt. Am 8. Oktober 1424 erneuert Hochmeister Paul von Rußdorf dem für das Gebiet von Bütow zuständigen Landrichter Paul Tystyter die inserierte Haupthandfeste seines Guts von 1360.
Zu Zeiten des Deutschen Ordens oblag jedem adligen Gut die Dienstpflicht, ein Reitpferd zu stellen; im Jahr 1438 wird Hans von Pomoiske als einziger unter den Rittern in der Zinstabelle genannt, der zwei Reitpferde zu stellen hat. Am 7. Mai 1575 stellt Herzog Barnim für Brosius und dessen Sohn Martin und die Vettern Hans und David Pomoiske einen Lehensbrief auf Groß Pomeiske und Gersdorf aus. 1628 werden Marten, Reinhold und Asmuß zu Groß Pomeiske genannt. Die Besitzer-Familie Pomeiske hieß ursprünglich eigentlich von Hirsch-Pomoyski. Um 1724 war die Familie Pomeiske im Lande Bütow auf drei unterschiedlichen Wohnplätzen namens Pomeiske ansässig: in Groß Pomeiske, Pomeiske und Klein Pomeiske, darüber hinaus auch noch in Zabinowitz.

Gebäude im Dorf
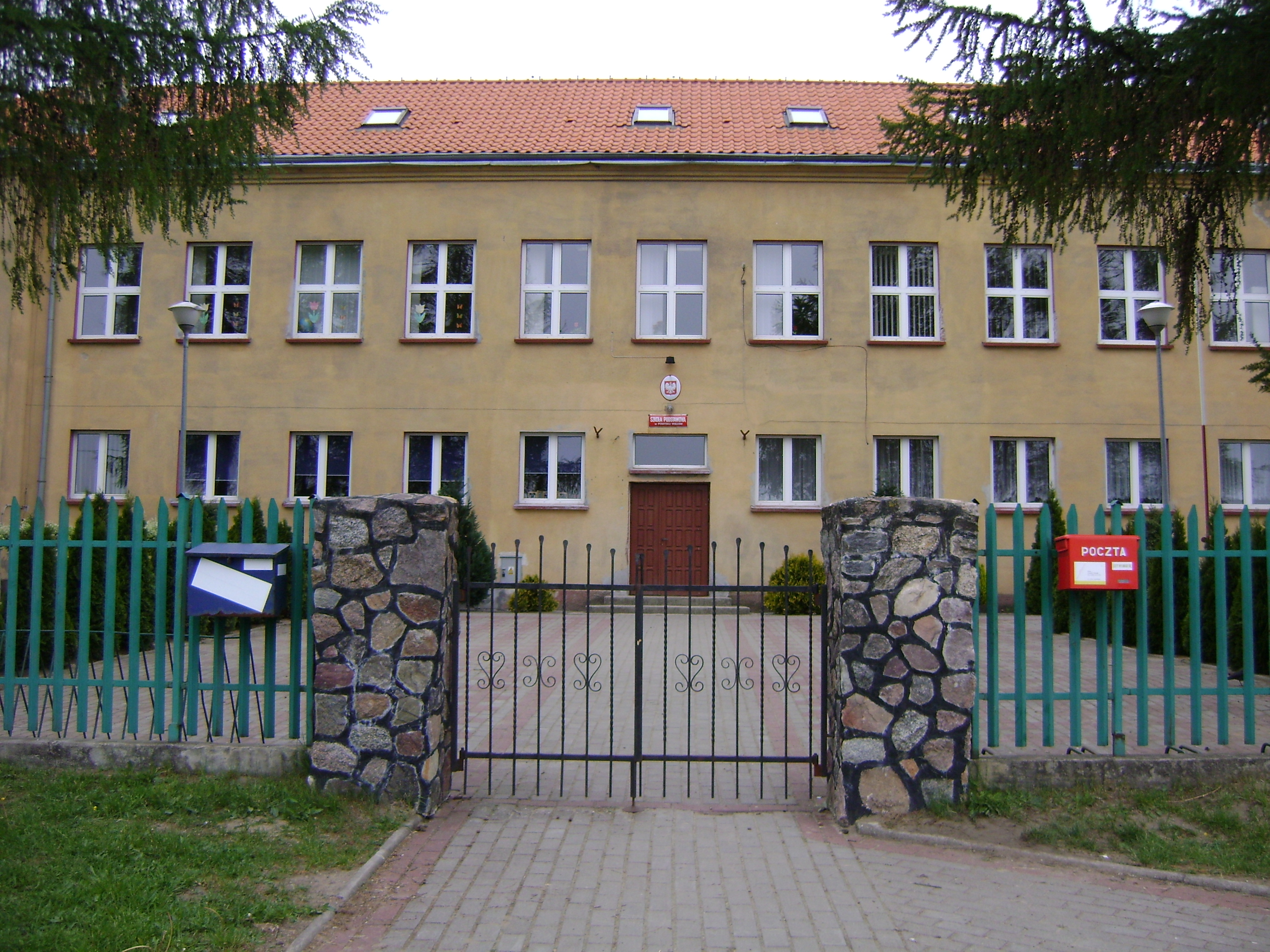
Schulgebäude (2009)
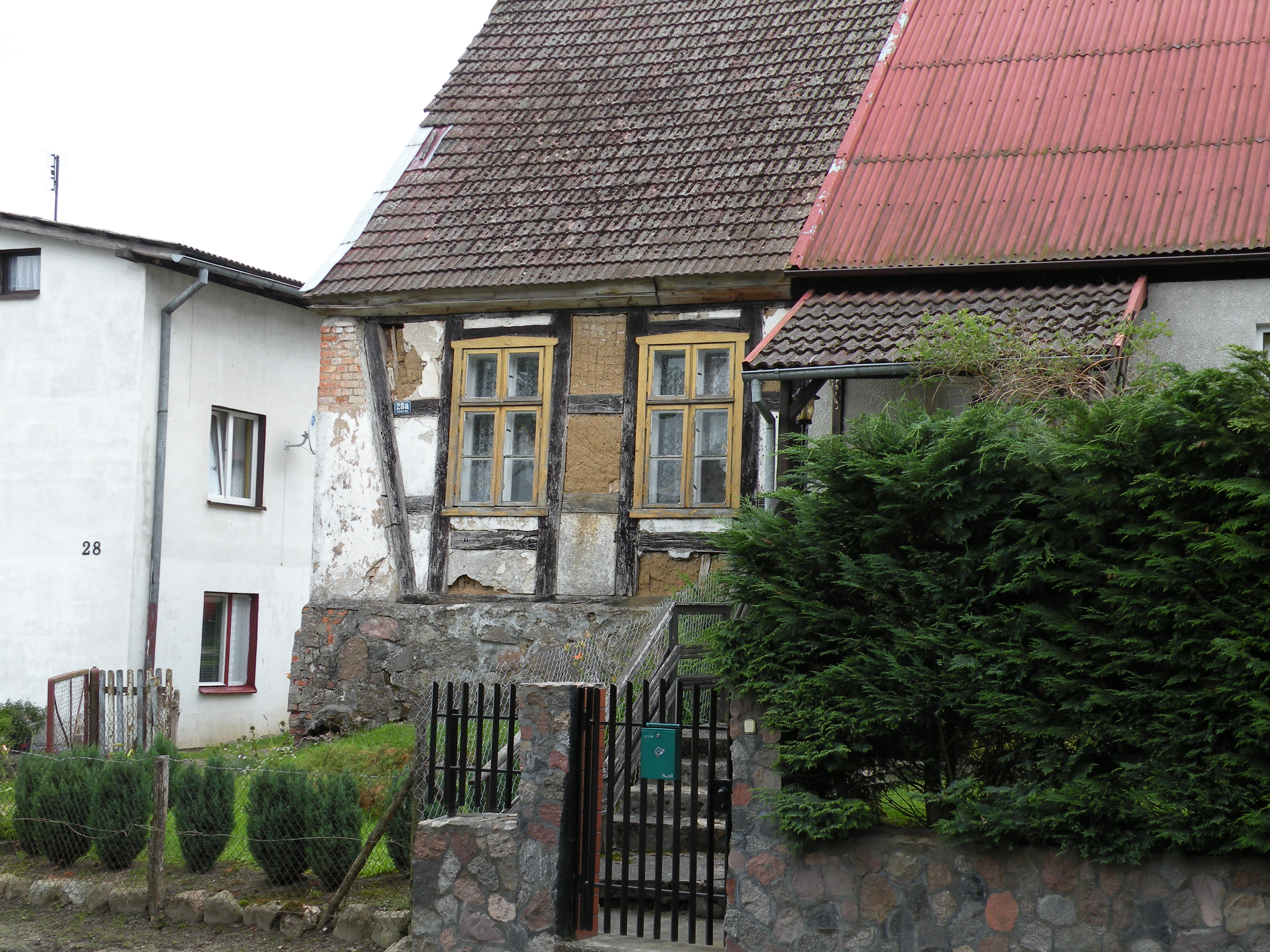
Altes Fachwerk-Wohnhaus (2009)
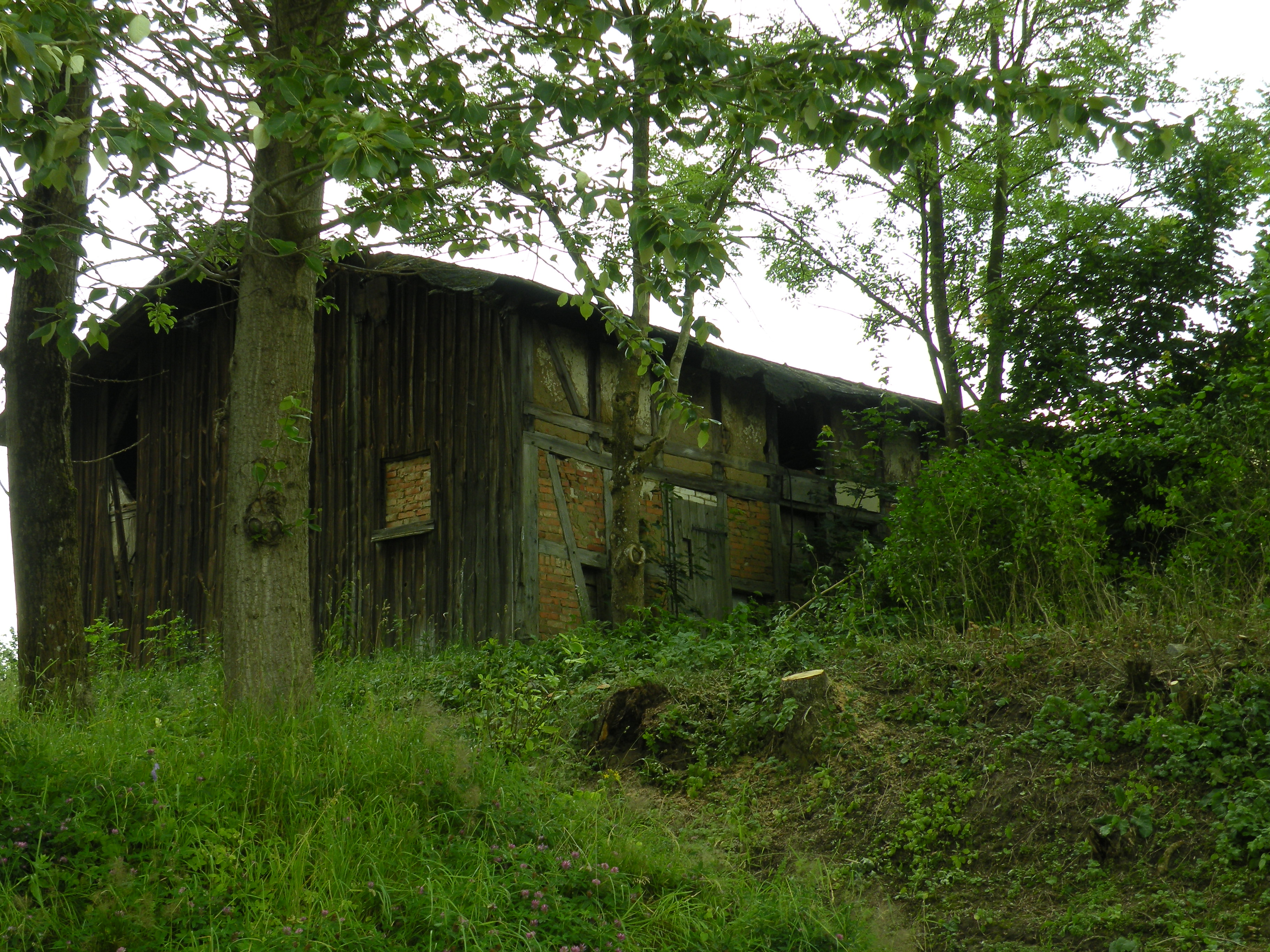
Ziegelstein-Altbau gegenüber der Kirche (2009)

Um 1782 gab es in Groß Pomeiske ein Vorwerk, eine Wassermühle, einen Prediger, einen Küster, neun Bauern, acht Kossäten, einen Gasthof, eine Schmiede, einen Pfarrgehilfen, auf der Feldmark des Dorfs das an dem See Pipin gelegene Vorwerk Helenenhof und zwei Kossätenhöfe, das Vorwerk Südzonken an dem See Jarmenz, die aus drei Bauernhöfen bestehende Kolonie Redlitz, die nebst der Kolonie Schulzke an dem See Redlitz liegt, und die beiden Stangooren und Below genannten Bauernhöfe. Besitzer des Dorfs war um diese Zeit der königlich-preußische Generallieutenant und Chef des Dragonerregiments Nr. 9 Nikolaus Alexander von Pomeiske (1717–1785).
Zwar hatte General Pomeiske zwei Söhne, doch diese überlebten ihn nicht. Er stiftete durch Testament vom 12. Mai 1785 ein Familienfideikommiss und legte dem jeweiligen Besitzer des Guts Groß Pomeiske die Verbindlichkeit auf, neben seinem eigenen Namen auch den Namen und das Wappen der Familie Pomeiske zu führen. Nach seinem Tod 1785, der mit dem Erlöschen der Familie Pomeiske verbunden war, fiel sein Besitz an die Familie Lettow-Klenzin. Zuerst wurde der Hauptmann Nicolaus Heinrich v. Lettow, geb. auf Gut Klenzin, gest. am 27. August 1794 Besitzer. Ihm folgte sein Sohn Ewald Georg Alexander Friedrich v. Lettow, gest. am 21. September 1840. Danach kam seine Schwester Henriette Caroline Barbara Louise v. Lettow, verehelichte Hauptmann v. Zeromski in den Besitz des Gutes. Gemäß den Bestimmungen des Fideikommisses wurde ihr am 13. Oktober 1841 gestattet, den Namen Pomeiske an ihren Familiennamen anzuhängen. Als sie am 8. August 1843 starb, stellten zwei entfernte Verwandte Erbansprüche auf das Gut Groß Pomeiske: Carl August v. Lettow auf Hohenborn und Gustav Friedrich v. Lettow, Leutnant im 1. Husarenregiment. Das Gut erhielt aber am 26. Januar 1845 Otto Friedrich von Schwerdtner auf Ilkendorf bei Nossen. Dieser erhielt für sich und seine im Besitz des Gutes befindlichen jeweiligen Abkömmlinge das Recht, sich Schwerdtner-Pomeiske nennen und neben dem angestammten Familienwappen das Pomeiskesche Wappen führen zu dürfen.
Zwar liegt Groß Pomeiske in einer Region, in der die kaschubische Sprache vertreten ist, doch um die Mitte des 19. Jahrhunderts war sie in dem Dorf fast ganz verschwunden, während sie in Klein Pomeiske noch von einigen Erwachsenen gesprochen wurde.
In Groß Pomeiske befand sich bis ins 19. Jahrhundert eines der 109 Patrimonialgerichte des Kreises Lauenburg-Bütow. Im Jahr 1831 erfolgte in Groß Pomeiske die Regulierung des gutsherrlich-bäuerlichen Verhältnisses oder die Bauernbefreiung, 1847 die Gemeinheitsteilung.
Am 1. April 1927 hatte das Gut Groß Pomeiske eine Flächengröße von 1606 Hektar, und am 16. Juni 1925 hatte der Gutsbezirk 331 Einwohner.
Am 30. September 1928 wurde der Gutsbezirk Groß Pomeiske in die Landgemeinde Groß Pomeiske eingegliedert.
Im Jahr 1925 standen an allen Wohnplätzen zusammen insgesamt 93 Wohngebäude, und es wurden 779 Einwohner gezählt, die auf 162 Haushaltungen verteilt waren. Die 2456,1 Hektar große Gemeindefläche beherbergte insgesamt acht Wohnorte:
1. Forsthaus Waldfrieden
2. Groß Pomeiske
3. Groß Pomeisker Mühle
4. Helenendorf
5. Helenenhof
6. Klein Zechinen
7. Stüdsonken
8. Wilhelminenhof

Hauptwohnort war das Kirchdorf Groß Pomeiske. Um 1935 hatte Groß Pomeiske unter anderem zwei Gasthöfe, eine Niederlassung des Spar- und Darlehnskassenvereins, einen Gemischtwarenladen, eine Mühle, eine Schmiede und eine Stellmacherei.
Bis 1945 bildete Groß Pomeiske eine Landgemeinde im Landkreis Bütow im Regierungsbezirk Köslin der preußischen Provinz Pommern des Deutschen Reichs. Die Gemeinde Groß Pomeiske war Sitz des Amtsbezirks Pomeiske. Letzter Fideikommiss-Besitzer des Guts bis 1945 war ein Schwerdtner-Pomeiske.
Vor Ende des Zweiten Weltkriegs wurde Groß Pomeiske Anfang März 1945 von der Roten Armee besetzt. Bald darauf wurde Groß Pomeiske zusammen mit ganz Hinterpommern von der Sowjetunion der Volksrepublik Polen zur Verwaltung überlassen. Danach kamen Polen in das Dorf, von denen die einheimischen Dorfbewohner aus ihren Häusern und Wohnungen gedrängt wurden. Für Groß Pomeiske wurde die polonisierte Ortsbezeichnung ‚Pomysk Wielki‘ eingeführt. In der Folgezeit wurden die
einheimischen Dorfbewohner von der polnischen Verwaltungsbehörde aus Groß Pomeiske vertrieben.
Der Ort gehört heute zur Gmina Bytów im Powiat Bytowski (Kreis Bütow) in der polnischen Woiwodschaft Pommern.
Am 1. Dezember 2009 erhielt der Ort den zusätzlichen amtlichen kaschubischen Namen Wiôldżi Pòmësk.

### Demographie
Einwohnerzahlen bis 1945
- 1818: 259[12]
- 1855: 503[12]
- 1864: 618[28]
- 1885: 726[12]
- 1905: 770[12]
- 1925: 779, darunter 716 Evangelische und 60 Katholiken[25]
- 1933: 705[29]
- 1939: 643[29]

Einwohnerzahlen seit 1945
- 2006: 635
- 2011: 784

## Kirche

### Dorfkirche

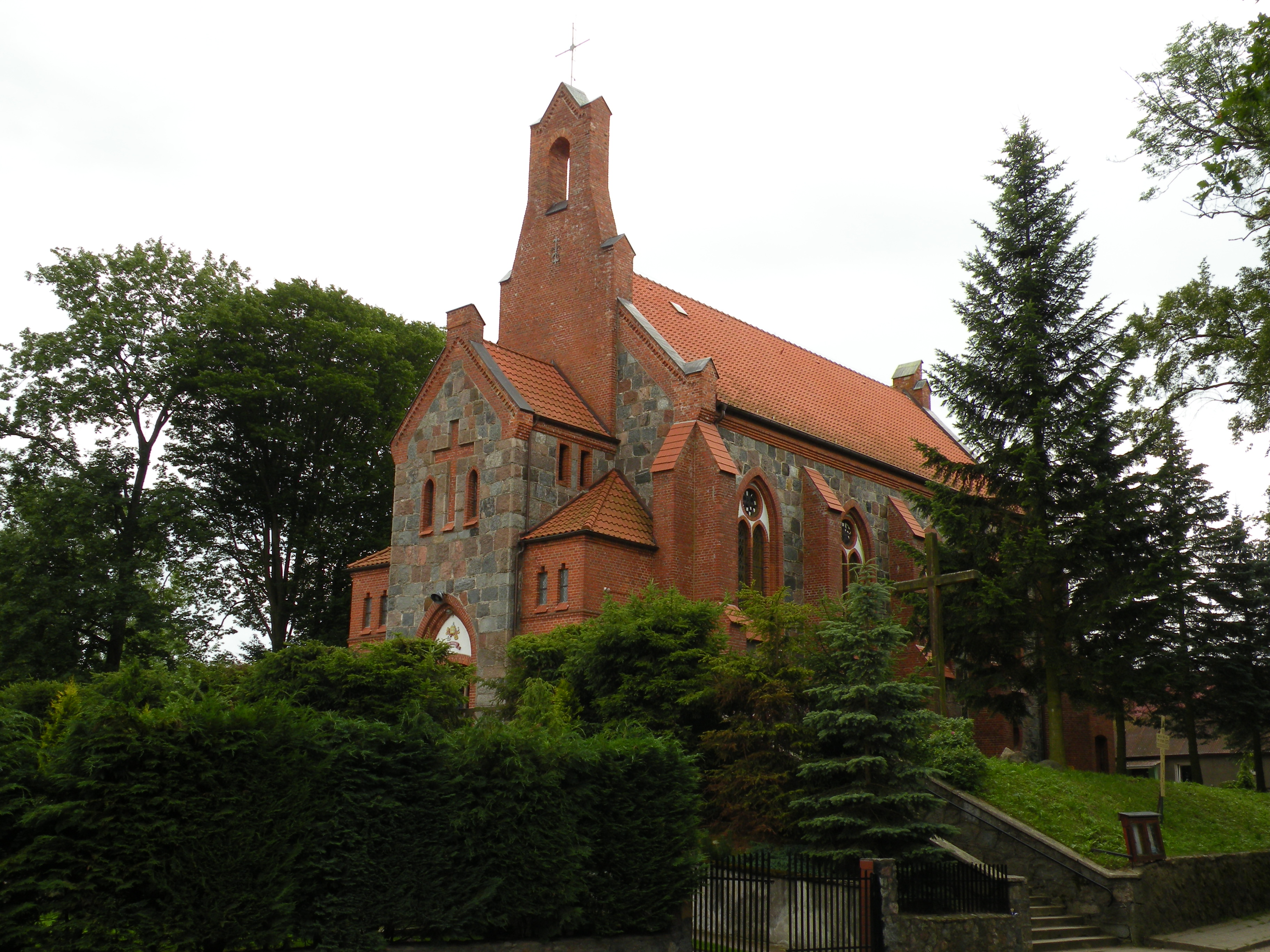
1890 neu errichtetes Kirchengebäude mit nordsüdlicher Achse auf einer Anhöhe im Südosten des Dorfs, bis 1945 Gotteshaus der evangelische Gemeinde Groß Pomeiske.

Die Gutskirche soll ursprünglich vom Deutschen Orden gegründet worden sein. Sie wird im Jahr 1577 urkundlich erwähnt. 1584 erfolgte die Stiftung einer Glocke, laut Kirchenchronik mit den Inschriften En ego compananumquam denuncio vana / Laudo Deum verum plebem voco congrego clerum und D.G.B. A.P. H P M.P. A.P J.P. 1687 ließ Gutsbesitzer von Hirsch-Pomeiske ein 15,5 Meter mal 7,5 Meter große Ziegelfachwerk-Kirche mit geböschtem verschalten Fachwerkturm errichten. Um 1755 wurde in die Kirche ein Grabgewölbe für die Familie Pomeiske eingebaut.
Seit 1787 wurden an der Kirche Umbauten geplant und durchgeführt. Nach mehreren Instandsetzungen wurde die alte Gutskirche 1887 geschlossen und 1890 durch einen Neubau ersetzt. Ein ursprünglich geplanter Turm wurde nicht gebaut. Diese neue, aus Ziegelsteinen und behauenen Feldsteinen gebaute Kirche mit in Nordsüd-Richtung ausgerichteter Längsachse steht auf einer Anhöhe im Südosten des Dorfs. Der bis zur halben Schiffshöhe fertiggestellte Unterbau des geplanten Nordturms mit Satteldach wurde nicht mehr zu einem Turm aufgestockt.
Die Kirche hat eine Orgel mit neun klingenden Stimmen, die 1895 von Grüneberg, Stettin, gebaut wurde und die die seit 1858 verwendete, von Hoffmann, Peterkau (Westpreußen), gebaute Orgel ersetzte.
Nach dem Zweiten Weltkrieg wurde die evangelische Dorfkirche von der polnischen Administration zugunsten der Römisch-katholischen Kirche in Polen zwangsenteignet und vom polnischen katholische Klerus ‚neu geweiht‘.

### Kirchspiel bis 1945
Die vor 1945 in Groß Pomeiske lebenden Einwohner gehörten mit großer Mehrheit der evangelischen Konfession an. Im Jahr 1925 befanden sich unter den 779 Einwohnern 716 Protestanten (91,9 %) und 60 Katholiken (7,7 %). Groß Pomeiske hatte ein eigenes evangelisches Pfarramt, das der Synode Bütow unterstellt war. In das evangelische Kirchspiel Groß Pomeiske eingepfarrt waren die Dörfer Klein Pomeiske, Lupowske und Zukowken. Der Bestand an Kirchenbüchern reichte bis 1725 zurück.
Für die Katholiken in Groß Pomeiske war das katholische Kirchspiel Bütow zuständig.

### Polnisches Kirchspiel seit 1945
Die seit 1945 und Vertreibung der einheimischen Dorfbewohner anwesende polnische Einwohnerschaft ist überwiegend katholisch.

## Vorgeschichtliche Funde
In der Umgebung von Groß Pomeiske sind zahlreiche Steinkistengräber aus der Bronzezeit gefunden worden. Unter den Grabbeigaben befanden sich Gesichtsurnen, mehrere Münzenurnen, Henkeltassen und andere Beigaben aus Bronze, Eisen und Bernstein.

## Persönlichkeiten: Söhne und Töchter des Orts
- Nikolaus Alexander von Pomeiske (1717–1785), königlich-preußischer Generalleutnant, Ritter des Ordens Pour le Mérite, 1761–1785 Inhaber des Dragonerregiments Nr. 9